# Pogostemon linearis
Pogostemon linearis là một loài thực vật có hoa trong họ Hoa môi. Loài này được (Benth.) Kuntze miêu tả khoa học đầu tiên năm 1891.